# Aksu (Isparta)
Aksu (türkisch für weißes Wasser) ist ein Landkreis und eine Kreisstadt im Zentrum der türkischen Provinz Isparta. Die Stadt liegt etwa 45 Kilometer Luftlinie (62 Straßenkilometer) östlich von Isparta. 
Der Landkreis grenzt an den Kreis Eğirdir im Norden und Westen, den Kreis Yenişarbademli im Osten und den Kreis Sütçüler im Süden. Zur Nachbarprovinz Konya besteht im Südosten eine schmale Grenze. Der Kreis wurde 1987 aus dem südöstlichen Teil des Kreises Eğirdir abgetrennt und war bis dahin ein eigener Bucak in diesem. Zur letzten Volkszählung vor der Gebietsänderung (1985) zählte der Bucak 11.806 Einwohner, davon entfielen auf den Verwaltungssitz (Bucak Merkezi) Aksu 2.341.

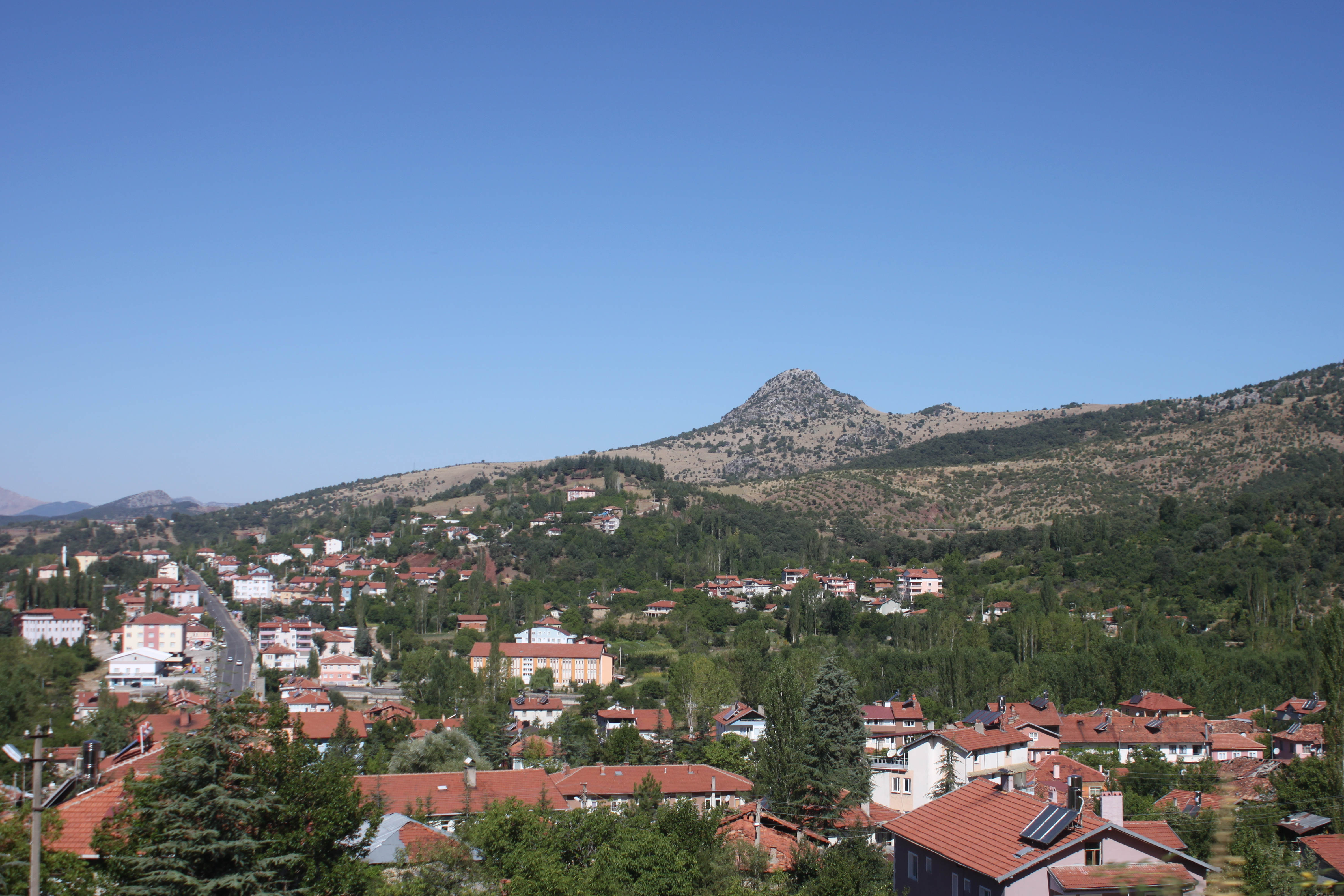
Aksu; Blick nach Nordosten

Ende 2018 bestand der Landkreis aus der Kreisstadt (mit knapp 43 % der Landkreisbevölkerung) und 13 Dörfern mit durchschnittlich 186 Bewohnern (der niedrigste Wert für alle 13 Kreise). Yakaafşar mit 423 Einwohnern ist das größte Dorf.